# Hábi-patak
A Hábi-patak a Somogyi-dombságban ered, Lengyel délnyugati határában, Tolna vármegyében, mintegy 240 méteres tengerszint feletti magasságban. A patak forrásától kezdve déli, majd nyugati, végül északkeleti irányban halad, majd Dombóvárnál éri el a Kapost.
A Hábi-patak vízgazdálkodási szempontból a Kapos Vízgyűjtő-tervezési alegység működési területét képezi.
A patakba torkollik a Kozári-patak

## Part menti települések
- Lengyel
- Szárász
- Egyházaskozár
- Bikal
- Alsómocsolád
- Csikóstőttős
- Dombóvár